# آناپولیس
آناپولیس (به انگلیسی: Annapolis) مرکز ایالت مریلند در ایالات متحده آمریکا، با جمعیتی بالغ بر ۴۰٬۸۱۲ نفر (بر اساس سرشماری سال ۲۰۲۰) در دهانه رود سِوِرن و در مجاورت خلیج چساپیک واقع شده است.
جمعیت آناپولیس ۳۶٬۴۰۸ نفر است. نخستین مجلس قانون‌گذاری محلی آمریکا در سال ۱۷۷۲ در این شهر بنا شد.
بر اساس سرشماری سال ۲۰۲۰، ترکیب نژادی آناپولیس به شرح زیر است: ۴۹٫۴٪ سفیدپوست غیرهیسپانیک، ۲۱٫۷٪ آفریقایی‌تبار، ۲٫۵٪ آسیایی، ۱۴٫۵٪ سایر نژادها، و ۸٫۱٪ دو یا چند نژاد. همچنین، ۲۲٫۹٪ از جمعیت را افراد هیسپانیک یا لاتین‌تبار تشکیل می‌دهند.
آناپولیس در ۴۰ کیلومتری جنوب بالتیمور و ۴۸ کیلومتری شرق واشینگتن دی.سی. قرار دارد. این شهر با مساحت ۲۱ کیلومتر مربع، کوچک‌ترین پایتخت ایالتی در ایالات متحده از نظر مساحت است. آب‌وهوای آن مرطوب و نیمه‌گرمسیری است، با تابستان‌های گرم و مرطوب و زمستان‌های معتدل.
اقتصاد آناپولیس به‌طور قابل‌توجهی تحت تأثیر حضور آکادمی نیروی دریایی ایالات متحده است که بزرگ‌ترین کارفرمای شهر با حدود ۲٬۵۰۰ کارمند محسوب می‌شود. سایر کارفرمایان بزرگ شامل مؤسسه ARC، کالج سنت جان، و هتل‌های محلی هستند. میانگین درآمد سرانه در این شهر حدود ۶۶٬۷۴۹ دلار و درآمد متوسط خانوارها ۱۰۴٬۲۵۷ دلار است.
آناپولیس میزبان دو مؤسسه آموزشی معتبر است: آکادمی نیروی دریایی ایالات متحده که در سال ۱۸۴۵ تأسیس شد و کالج سنت جان که ریشه آن به سال ۱۶۹۶ بازمی‌گردد. سیستم مدارس دولتی این شهر تحت نظارت اداره آموزش عمومی شهرستان آن آروندل فعالیت می‌کند.
این شهر دارای صحنه تئاتر پررونقی است، از جمله گروه تئاتر «Colonial Players» که از سال ۱۹۴۹ فعالیت می‌کند و تئاتر فضای باز «Annapolis Summer Garden Theatre» که از سال ۱۹۶۶ اجراهای تابستانی برگزار می‌کند.
آناپولیس میزبان تیم لاکراس «Chesapeake Bayhawks» و تیم فوتبال آماتور «Annapolis Blues FC» است که هر دو در ورزشگاه یادبود نیروی دریایی-تفنگداران دریایی بازی می‌کنند. پارک‌های متعددی مانند «Truxtun Park» و «Quiet Waters Park» امکانات تفریحی متنوعی از جمله مسیرهای پیاده‌روی، زمین‌های بازی و اسکیت روی یخ را ارائه می‌دهند.
اگرچه بزرگراه‌های اصلی مستقیماً وارد آناپولیس نمی‌شوند، اما بزرگراه‌های بین‌ایالتی ۵۰ و ۹۷ در نزدیکی شهر قرار دارند و ارتباط آن را با واشینگتن، دی.سی. و بالتیمور فراهم می‌کنند. شبکه ترابری همگانی «Annapolis Transit» با هشت مسیر اتوبوس‌رانی درون‌شهری به ساکنان خدمات ارائه می‌دهد.
از جمله افراد مشهور مرتبط با آناپولیس می‌توان به «ویلیام پاکا»، یکی از امضاکنندگان اعلامیه استقلال ایالات متحده، «بیل بلیچیک»، مربی فوتبال آمریکایی، و «باربارا کینگزولور»، نویسنده و شاعر اشاره کرد.
رستوران‌های غذاهای دریایی آناپولیس از شهرت خوبی در آمریکا برخوردارند.

## تاریخچه
آناپولیس در سال ۱۶۴۹ توسط تبعیدیان پیوریتن از ویرجینیا تأسیس شد و در سال ۱۶۹۴ به افتخار شاهزاده آنه، همسر لرد بالتیمور، به نام «Anne Arundel's Towne» تغییر نام یافت. این شهر در سال ۱۷۰۸ به‌طور رسمی به‌عنوان شهر به ثبت رسید.
در سال‌های ۱۷۸۳ تا ۱۷۸۴، آناپولیس به‌عنوان پایتخت موقت ایالات متحده و محل برگزاری کنگره کنفدراسیون عمل کرد. در این دوره، ژنرال جورج واشینگتن استعفای خود را از فرماندهی ارتش قاره‌ای در ساختمان مجلس ایالتی مریلند اعلام کرد. همچنین، در سال ۱۷۸۶، کنوانسیون آناپولیس در این شهر برگزار شد که زمینه‌ساز تدوین قانون اساسی ایالات متحده در فیلادلفیا شد.

## جستارهای وابسته

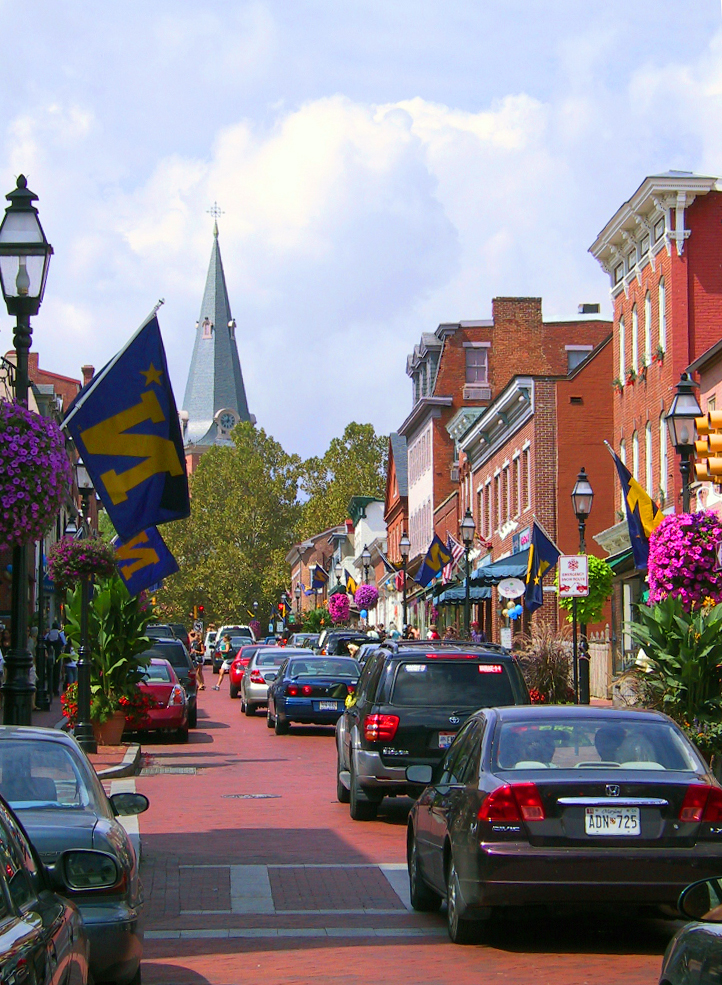

## مراکز علمی-آموزشی
- آکادمی نیروی دریایی آمریکا